# Buqué
Buqué (galicismo de bouquet, 'aroma' en castellano) es el aroma que adquiere el vino durante el proceso de envejecimiento. Este aroma se percibe agitando fuertemente la copa y dejándola reposar. El buqué es el aroma terciario del vino, es decir, no es ni el afrutado que proviene de las variedades de uva utilizadas, ni el del alcohol, los ésteres y los aldehídos, procedentes de la fermentación, sino el que le confiere su estancia en barricas o botellas. 
Existen dos tipos de buqué:
- Buqué de oxidación. Aroma propio de los vinos que están en contacto con el aire durante el proceso de envejecimiento (principalmente en barricas). Se da en los vinos de regiones cálidas, y su olor recuerda al membrillo y la nuez seca. Vinos con este tipo de buqué son, por ejemplo, el jerez, el oporto o la manzanilla.

- Buqué de reducción. Aroma propio de los vinos que no están en contacto con el aire durante su proceso de envejecimiento (principalmente en botella). Se da en los vinos de regiones templadas, y su olor recuerda a vainilla, tabaco, humo, hojas secas, etc. Un vino con este tipo de buqué es, por ejemplo, el rioja. Estos vinos viejos deben beberse inmediatamente después de abrir la botella, puesto que su aroma se ve perjudicado por el oxígeno presente en el aire.

Un buqué de calidad debe estar en armonía con el aroma de la uva y de los productos de la fermentación, evitando siempre que se produzca un exceso de aroma a madera.